# Мазурик Наталія Петрівна
Ната́лія Петрі́вна Мазу́рик (Кущ) (* 1983) — українська стрибунка з жердиною-олімпійка.

## З життєпису
Народилась 1983 року в Донецьку. Спортивну підготовку проходила в донецькому клубі «Динамо».
1999 року увійшла до складу української національної збірної. Виступала на юнацькому чемпіонаті в Бидгощі, посіла п'яту позицію.
Срібна призерка Чемпіонату України з легкої атлетики-2000. Того ж року брала участь у світовій першості юніорів у Сантьяго.
На Чемпіонаті України з легкої атлетики-2001 здобула бронзову нагороду. На юніорському чемпіонаті Європи-2001 в Гроссето здобула срібну нагороду.
2002-го посіла шосту позицію на чемпіонаті світу серед юніорів в Кінгстоні.
Переможниця Чемпіонату України з легкої атлетики-2003. Від 2003-го виступала на дорослому рівні, брала участь у чемпіонаті світу в приміщенні (Бірмінгем; 13-та) та чемпіонаті світу в Сен-Дені (14-та). Показала четвертий результат на молодіжній європейській першості в Бидгощі.
На Чемпіонаті України з легкої атлетики-2004 та 2005 року виборола срібні нагороди.
2005 року здобула перемогу на молодіжному чемпіонаті Європи в Ерфурті. Змагалась на світовій першості в Гельсінкі.
На Чемпіонаті світу-2006 в Москві була 13-ю.
Переможниця Всеукраїнських літніх спортивних ігор-2007.
Брала участь у літніх Олімпійських іграх-2008.
Після Олімпіади призупинила спортивну кар'єру, 2009 року одружилася з легкоатлетом Максимом Мазуриком; 2010-го народила доньку.
2012 року повернулася до легкоатлетичної команди України. Виступила на Чемпіонаті Європи в Гельсінкі з 15-м результатом. На Олімпійських іграх-2012 була 26-ю з результатом 4,25 метра.
2013 року виступала на змаганнях Діамантової ліги.